# Complejo Zangiota
El Complejo Zangiota es un monumento histórico y arquitectónico (siglos XV-XX) en el distrito Zangiota de la región de Tashkent. El complejo consta de los mausoleos de Zangiota y Anbar Bibi, un portal, una madrasa, una mezquita, una khanqah, un minarete y una piscina. El mausoleo de Zangiota se encuentra junto a la madrasa y la mezquita, y se accede a él a través de las puertas situadas en los lados noreste y noroeste del patio. El minarete también se encuentra en el centro del patio, más cerca del mausoleo de Zangiota, la mezquita y el mausoleo. Al complejo se accede por una arcada de dos caras. El complejo está rodeado por un cementerio, que está cerrado por un muro. El mausoleo de Zangiota se enfrenta al portal del patio, mientras que los otros tres lados lindan con el cementerio.

## Arquitectura
El mausoleo de Zangiota era originalmente una estructura de cuatro habitaciones (una ziyaratkhana, una cámara funeraria y dos pequeñas habitaciones donde se guardaban las reliquias de los santos), sin ninguna decoración. Las paredes interiores de la habitación estaban hechas de piedra tallada, las esquinas eran octogonales y las cúpulas eran diferentes. Se decoraron los arcos y cornisas. La lápida de mármol blanco de la cámara de la tumba tenía un fino patrón tallado e inscripciones en árabe. Posteriormente, se construyó un portal frente al mausoleo y se decoró con azulejos. Las paredes exteriores del portal y las habitaciones, el ziyaratkhana y la cúpula de la cámara de la tumba estaban cubiertas con azulejos azules. El minarete del complejo Zangiota estaba decorado con azulejos tallados y de colores. El interior de la habitación estaba decorado con mayólica y el mihrab tenía un arco en forma de “P” y escritura árabe. La parte inferior de la cúpula estaba decorada con pan de oro. Los nichos prominentes del portal estaban hechos de madera, ladrillo y arcos compuestos, y tenían linternas octogonales. El mausoleo fue construido por Amir Temür (Tamerlán)  finales del siglo XIV) y decorado durante el reinado de Ulugh Beg (principios del siglo XV). El portal y las cúpulas fueron reparados en los siglos XVI-XVII. Junto al mausoleo se construyeron una madrasa de un piso y una mezquita con sala de oración (1832). La madrasa constaba de una hilera de habitaciones de un piso, dos portales y tres salas más grandes (aulas). En 1870 se reparó el complejo y se construyó el minarete de la mezquita de la sala de oración. El maestro era Khaja Muhammad de Kokand. El complejo fue ajardinado y designado monumento histórico bajo protección estatal.
El complejo conmemorativo consta de tres áreas separadas. La primera zona contiene edificios de los siglos XIV al XVI, la segunda zona tiene el cementerio con el mausoleo de Anbar-ona, la esposa del eminente sufí, y la tercera zona cuenta con un gran jardín. El área principal tiene estructuras como el mausoleo de Zangiota, la mezquita, el minarete y el patio relacionado.
Se accede a la puerta a través de un gran portal adornado con coloridos mosaicos. Tiene patrones y escritura árabe. El portal fue construido durante el gobierno de Mirzo Ulugbek, nieto de Amir Temür. Además, la entrada está adornada con dos torres en sus lados derecho e izquierdo. En la parte sur del complejo se encuentra una mezquita construida en el siglo XIX por un juez local.
En los siglos XVIII y XIX se añadió al conjunto de edificios un nuevo edificio de la escuela teológica musulmana, llamado Madraza. El edificio tiene un patio trapezoidal donde antiguamente estaban las ventanas de las celdas de los estudiantes.

## Galería

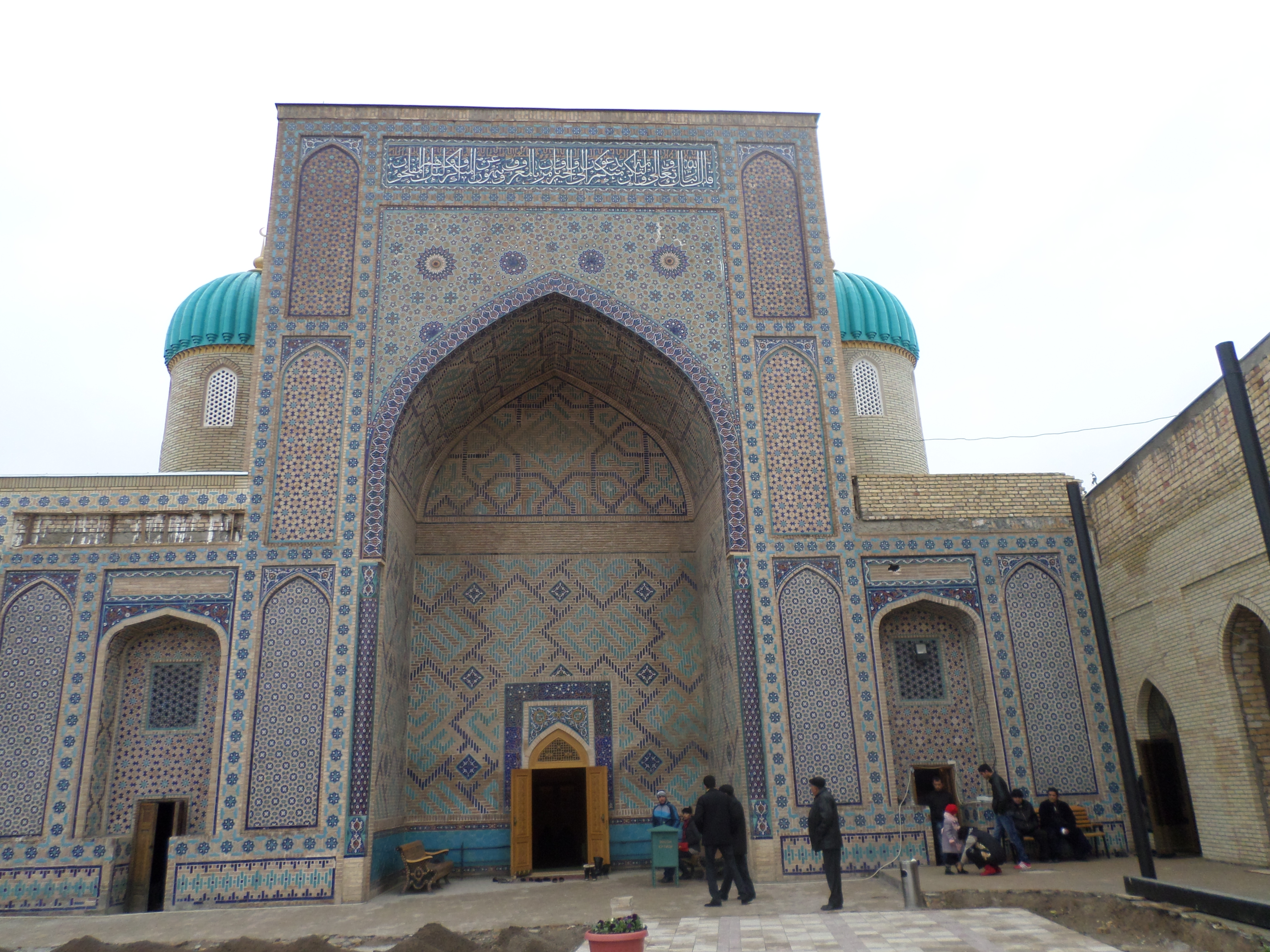
vista frontal
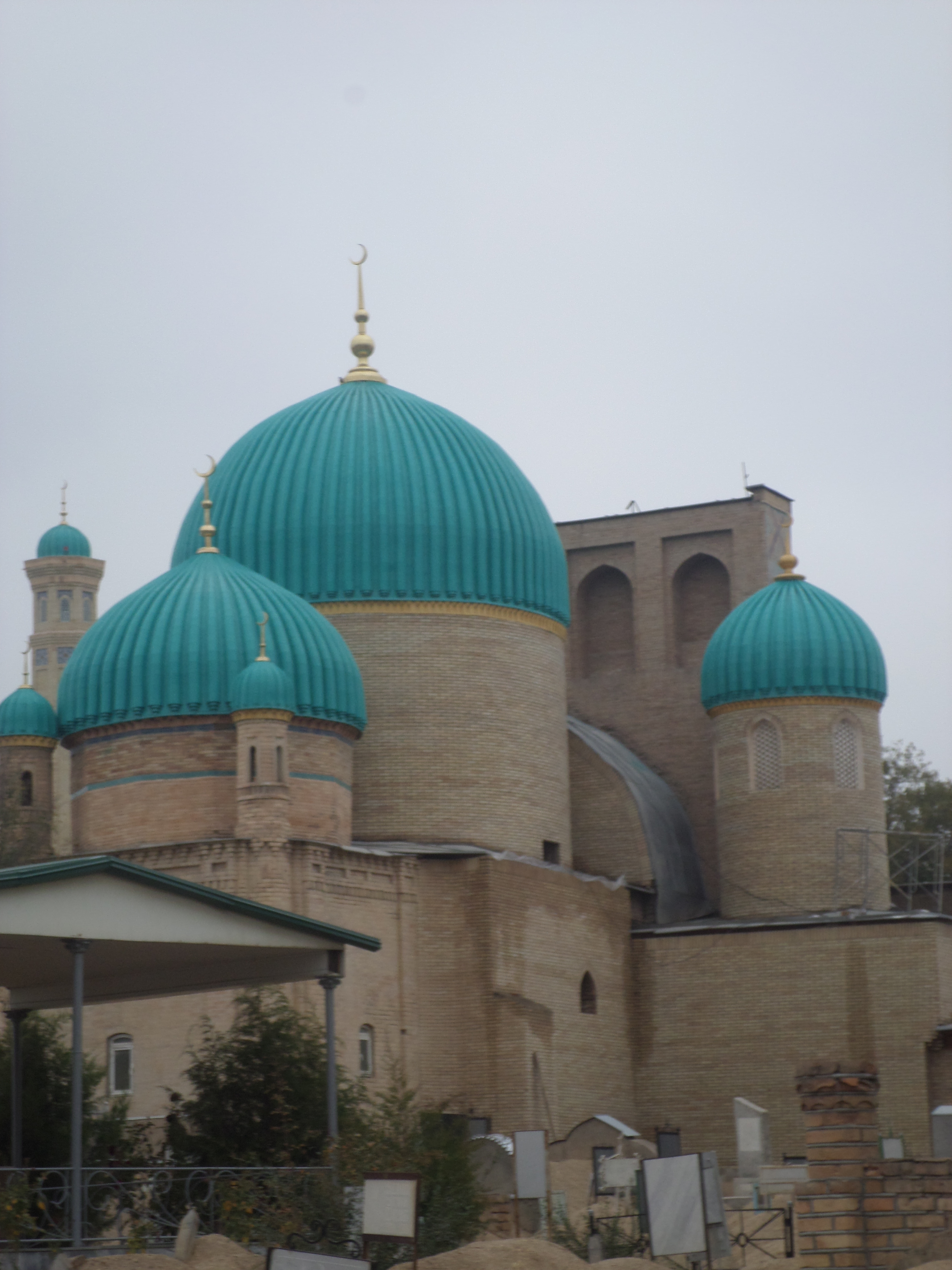
Cúpulas del edificio
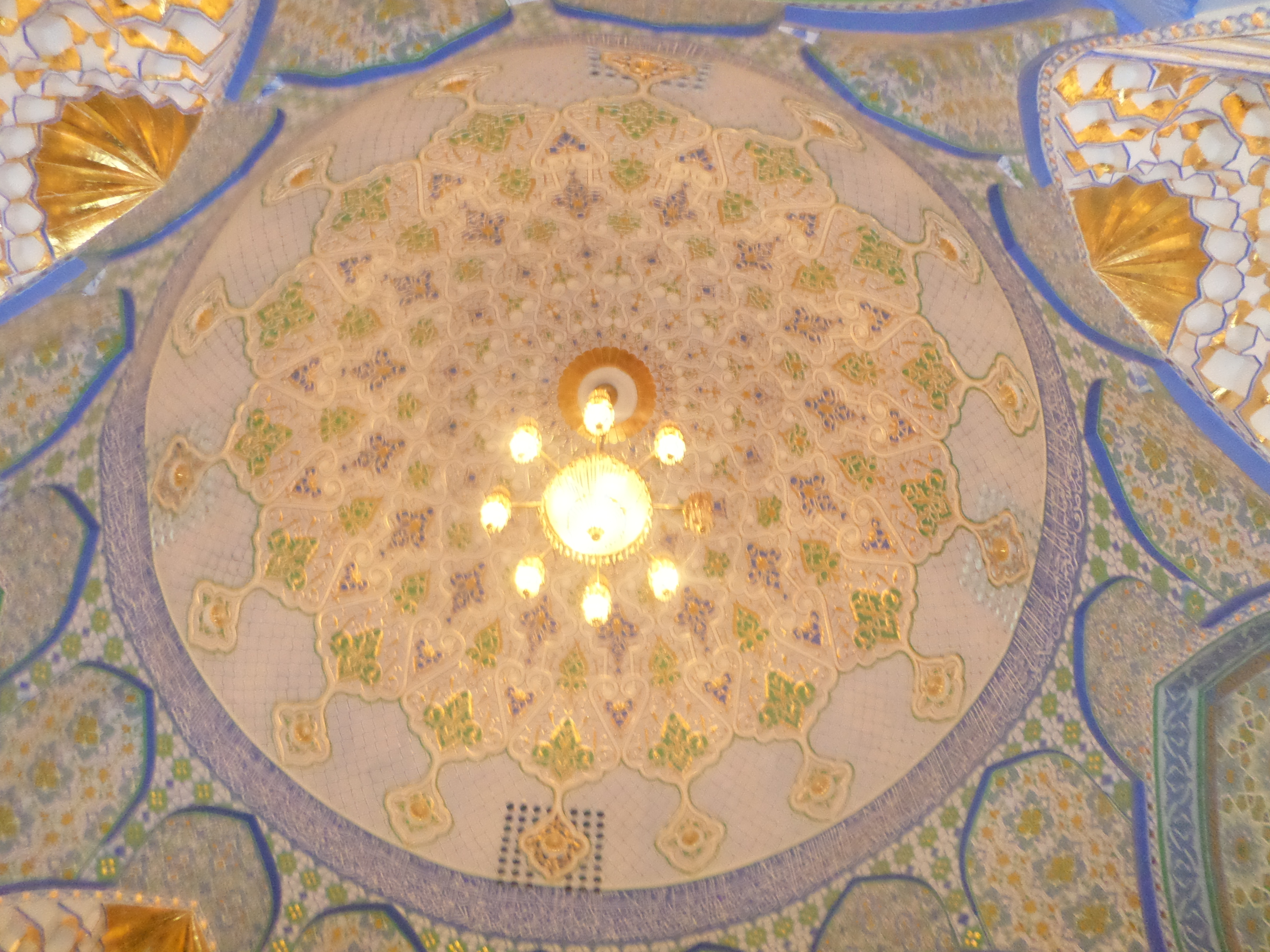
Dentro de la cúpula
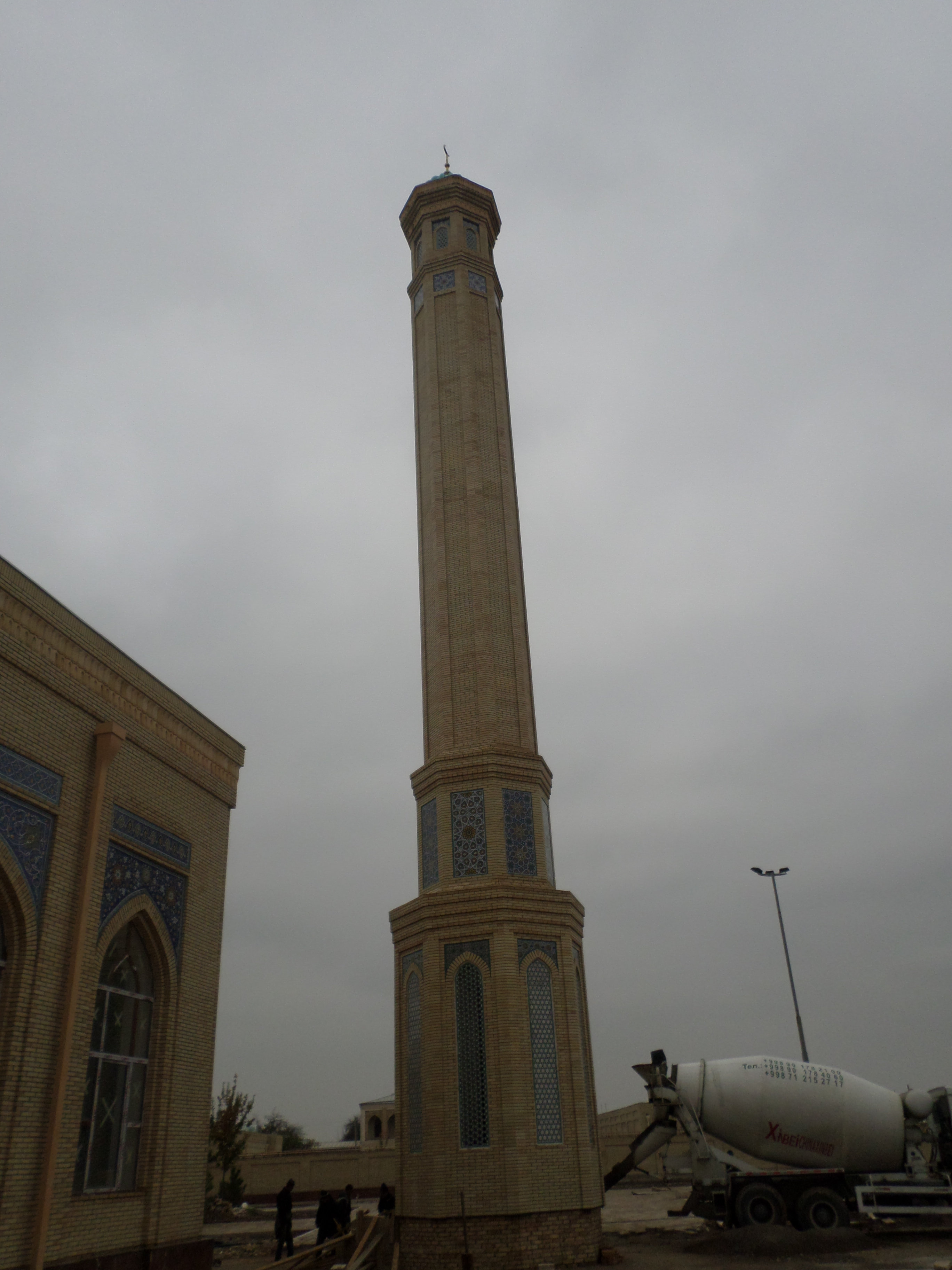
Minarete del complejo
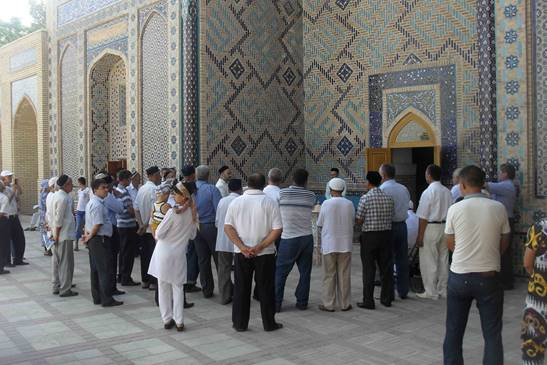
Turistas que vienen al mausoleo.